# 大奄美元規

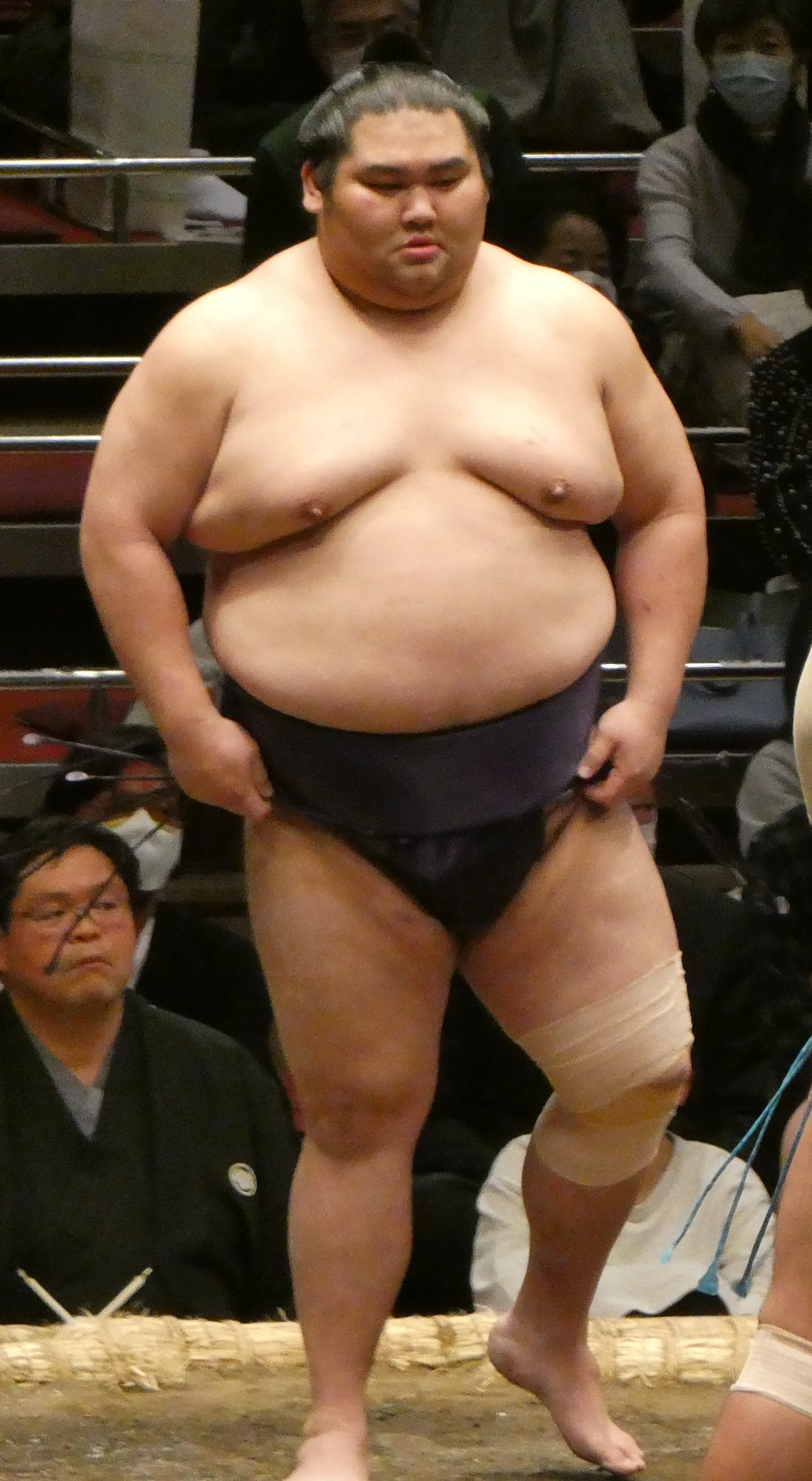

大奄美元規（1992年12月15日—），原名坂元元規，日本鹿兒島縣大島郡龍郷町的出身現役大相撲力士。身高185cm、體重167kg、血型A型。他在2016年1月開始專業相撲生涯，在2017年他到達幕內級別，最高位置東前頭11枚目，他所屬的相撲部屋是追手風部屋。

## 來歷
他在小學二年級時開始了相撲，最終在高中時他將繼續贏得金澤高中相撲比賽，幫助他加入著名的日本大學相撲部，他後來成為隊長。他在第三年因半月板內側受傷，不得不接受矯正手術。畢業後，他在日本大學找到工作職位後成為商業協會的一員。在贏得2015年日本公司相撲錦標賽之後，他決定加入前日本大學研究生大翔山直樹出任親方的追手風部屋。

## 生涯
他於2016年1月首次亮相。由於他的業餘成就，他被尤許從幕下級別開始專案相撲生涯，跳過三個最低級別。他很快就晉升只有一次負越記錄，他於2017年7月贏得十兩優勝，並在9月份獲得了另一個勝越記錄。2017年11月，他以前頭14枚目的排名進行了他的幕內級別首次亮相。